# Le fate ignoranti (serie televisiva)
Le fate ignoranti è una serie televisiva italiana del 2022, diretta da Ferzan Özpetek e ideata con Gianni Romoli e basata sull'omonimo film del 2001.
La serie è stata resa disponibile dal 13 aprile 2022 su Disney+, come Star Original.

## Trama
A seguito della morte di Massimo in un incidente stradale, Antonia, la moglie, scopre che suo marito aveva una relazione con un uomo di nome Michele. Antonia, devastata dalla notizia, si ritroverà a stringere un’amicizia inaspettata con Michele e la sua cerchia di amici.

## Episodi
| Stagione       | Episodi | Pubblicazione Italia |
| -------------- | ------- | -------------------- |
| Prima stagione | 8       | 2022                 |

## Personaggi e interpreti

### Personaggi principali
- Antonia, interpretata da Cristiana Capotondi.
Moglie di Massimo, vive in tranquillità finché il marito non muore in un incidente e scopre che questo aveva una seconda vita parallela.
- Michele, interpretato da Eduardo Scarpetta.
L'amante segreto di Massimo, ha un appartamento all'ultimo piano di un palazzo dove riceve assiduamente le visite dei suoi amici. Dopo la morte di Massimo, conosce la moglie di lui, Antonia.
- Serra, interpretata da Serra Yılmaz.
Amica turca di Michele e amministratrice del palazzo. Zia di Asaf col quale torna per un po' di tempo in Turchia per sistemare affari del passato.
- Annamaria, interpretata da Ambra Angiolini.
Moglie di Roberta e cartomante dedita all'astrologia. Deve affrontare dei problemi di coppia.
- Roberta, interpretata da Anna Ferzetti.
Moglie di Annamaria e psicologa. Si innamora di un'altra donna e allo stesso tempo vuole rimanere con la moglie.
- Luisella, interpretata da Paola Minaccioni.
Napoletana verace che è sempre alla ricerca dell'uomo giusto. Ha un negozio di ortofrutta.
- Asaf, interpretato da Burak Deniz.
Nipote di Serra, fotografo che girovaga il mondo. Torna in Turchia insieme ad Antonia per un viaggio.
- Luciano, interpretato da Filippo Scicchitano.
Fidanzato di Riccardo e commercialista di Michele. Vorrebbe unirsi civilmente al suo compagno.
- Riccardo, interpretato da Edoardo Purgatori.
Fidanzato di Luciano, lavora in banca.
- Veronica, interpretata da Carla Signoris.
Madre di Antonia che si stabilisce a casa sua per aiutarla dopo il lutto. Ha una relazione segreta con un generale dell'esercito.
- Valter, interpretato da Edoardo Siravo.
Amico di Michele al quale ha insegnato il suo lavoro.
- Sandro, interpretato da Samuel Garofalo.
Amico di Michele, pare che abbia una cotta per lui.
- Vera, interpretata da Lilith Primavera.
Ragazza transgender, cerca di recuperare il rapporto con la madre che non l'ha mai accettata.
- Massimo, interpretato da Luca Argentero.
Marito di Antonia, frequenta in segreto per un anno Michele entrando nella sua cerchia di amici.

### Personaggi secondari
- Nora, interpretata da Maria Teresa Baluyot.
Governante di Antonia che gioca spesso a carte con Veronica.
- Le Tre Marie, interpretate da Patrizia Loreti, Giulia Greco e Mimma Lovoi.
Chiacchierone in cerca del gossip che si ritrovano spesso fuori dal palazzo di Michele.
- Contessa Mirtilla, interpretata da Elena Sofia Ricci.
Moglie paraplegica del generale dell'esercito.
- Elsa, interpretata da Milena Vukotic.
Riesce a leggere i fondi del caffè.

## Colonna sonora
Le musiche originali sono di Pasquale Catalano, autore delle colonne sonore fin dai tempi di Mine Vaganti. La canzone portante della serie è Buttare l'amore, brano inedito di Mina, scritto dagli autori Matteo Mancini e Gianni Bindi, tra i più frequenti nella recente discografia mazziniana. Nel primo episodio viene utilizzata come colonna sonora anche il brano Glicine di Noemi.

## Promozione e distribuzione
Il primo trailer della serie, il primo Star Original italiano di Disney+, è stato pubblicato il 2 febbraio 2022. Il poster ufficiale viene invece svelato il 2 aprile.
La serie, composta da otto episodi, viene pubblicata per intero il 13 aprile 2022 sulla piattaforma Disney+.

## Riconoscimenti
- 2022 – Premio Flaiano
  - Miglior interpretazione a Anna Ferzetti[5]